# Free for Fever
Albums de FFF
Blast Culture
(1991) FFF
(1996)
Singles
1. Silver Groover
Sortie : 1993
2. Positive
Sortie : 1994
3. RU Real
Sortie : 1994

Free for Fever est le deuxième album du groupe FFF. Il est sorti le 23 septembre 1993 et a été produit par le groupe et Mark Wallis.

## Historique
Enregistré au Royaume-Uni au Studio Ridge Farm, il est nettement plus rock, voire metal, que le précédent. Mais l'influence du funk se fait encore sentir, de même que celle du reggae ou de la musique africaine. La majorité des textes est cette fois-ci écrite en anglais.
Le saxophoniste Philippe Herpin a quitté le groupe, mais les cuivres sont toujours très présents grâce à l'apport des musiciens invités, Eric Mula (trompette et bugle) et Sébastien Jalier (saxophone) .

### Réception
Free For Fever a reçu le Bus d'Acier du meilleur album de l'année 1993. Selon l'édition française du magazine Rolling Stone, il s'agit du 80e meilleur album de rock français.

## Titres
1. Stone To The Bone (M. Prince/FFF) - 5:57
2. Des Illusions (M. Prince/FFF) - 5:19
3. Mouche à miel  - 0:13
4. Silver Groover (M. Prince/FFF) - 4:45
5. La Camisole (Drugs) (M. Prince/FFF) - 6:38
6. Positive  - 5:17
7. Wreye Sem  - 1:27
8. Wiseman (M. Prince/FFF) - 4:15
9. R U Real (M. Prince/FFF) - 4:57
10. Tout Semble Flou (M. Prince/FFF) - 4:58
11. Shot'im Down (M. Prince/FFF) - 7:17
12. Leave Me Alone  - 4:53
13. Où tu vas y aller  - 0:24
14. King Of Party  - 6:20
15. Free For Fever  - 5:03
16. Emotion (Krichou/FFF) - 4:56
17. Back To The Bone  - 2:18

## Musiciens
- Marco (Marco Prince) : chant, trombone, basse
- Niktus (Nicolas Baby) : basse, "computer sounds"
- Yarol (Yarol Poupaud) : guitare, percussions
- Krichou (Krichou Monthieux) : batterie, percussions, samples
- Félix : claviers

avec
- Eric Mula : Trompette & Bugle
- Sebastien Jalier : Saxophone
- Malik Mezzadri : Flute & arrangements de flute
- Antoine Pham: Violon
- Olivier Baby: chant lyrique